# Фермор Віллім Віллімович
Віллім Віллімович Фермор (рос. Виллим Виллимович Фермор, англ. William Fermor; нар. 1702 — пом. 8 (19) вересня 1771) — російський державний і військовий діяч, генерал-аншеф, граф, Смоленський генерал-губернатор, сенатор.

## Життєпис
Народився 1702 року у Пскові в родині обрусілого вихідця з Англії. Його батько був на військовій службі при Петрі І, брав участь у Північній війні, зокрема в Полтавській битві. Сам Віллім Фермор молодший розпочав військову службу бомбардиром у 1720 році й через 6 років отримав офіцерський чин.
У 1733 році призначений ад'ютантом при генерал-фельдмаршалові Мініху. У 1736 році отримав чин полковника. Учасник російсько-турецької війни 1735–1739 років, брав участь у Кримському поході. За вмілі дії під час облоги Очакова був призначений генерал-квартирмейстером армії Мініха, а невдовзі отримав чин генерал-майора. У битві під Ставчанами командував авангардом російської армії.
Учасник російсько-шведської війни 1741–1743 років.
Під час Семирічної війни генерал-аншеф Віллім Фермор командував корпусом в російській армії під головнокомандуванням генерал-фельдмаршала Степана Апраксіна. Корпус під його командуванням захопив Мемель і Тільзит. Під час битви під Гросс-Єгерсдорфом командував 1-ю дивізією. З 1757 року — головнокомандувач російською армією. В зимову компанію 1757–1758 років російська армія, що була розділена на п'ять колон, захопила Східну Пруссію та її центр — Кенігсберг. У 1758 році імператриця Священної Римської імперії Марія-Терезія надала Вілліму Фермору титул графа Священної Римської імперії. Згодом командував російськими військами в битві під Цорндорфом. У 1759 році усунутий з посади головнокомандувача «за нерішучість і бездіяльність». Командував дивізією, корпусом, брав участь у битві при Пальцигу. У 1760 році тимчасово знову командував російською армією.
З приходом до влади імператора Петра ІІІ звільнився з військової служби.
У 1763 році призначений Смоленським генерал-губернатором, з 1764 року — сенатор. У 1768 році вийшов у відставку.
Помер 8(19) вересня 1771 року.